# Pomorsko inženjerstvo
Pomorsko inženjerstvo je inženjerska disciplina koja obuhvaća: elemente mehaničkog, električnog, elektroničkog, softverskog i sigurnosnog inženjerstva primijenjene na proces inženjerskog projektiranja, gradnje brodova, održavanja i rada pomorskih plovila i struktura. Brodogradnja uključuje: temeljna i primijenjena istraživanja, projektiranje, razvoj, vrednovanje (klasificiranje) dizajna i proračune tijekom svih faza životnog vijeka brodskog vozila. Glavne aktivnosti su: idejni projekt broda, njegov izvedbeni projekt, konstrukcija, ispitivanje, rukovanje i održavanje, porinuće i suho pristajanje. Proračuni dizajna broda također su potrebni za brodove koji se modificiraju (kroz pretvorbu, obnovu, modernizaciju ili popravak). Pomorsko inženjerstvo također uključuje formuliranje sigurnosnih propisa i pravila kontrole štete, kao i odobravanje i certificiranje dizajna brodova u skladu sa zakonskim i drugim zahtjevima.
Riječ "plovilo" uključuje svaki opis plovila, uključujući: fiksna plovila, ekranoplane i hidroavione, koji se koriste ili se mogu koristiti kao prijevozno sredstvo na vodi.
Glavni elementi pomorskoga inženjerstva su: hidrostatika i hidrodinamika. Hidrostatika se odnosi na uvjete kojima je brod izložen dok miruje u vodi i njegovu sposobnost da ostane na površini. To uključuje: izračun uzgona, pomaka i drugih hidrostatskih svojstava kao što su obloga  (mjera uzdužnog nagiba plovila) i stabilnost (sposobnost plovila da se vrati u uspravan položaj nakon naginjanja vjetrom, morem ili teretom). Hidrodinamika se odnosi na strujanje vode oko trupa broda, pramca i krme, te preko tijela kao što su lopatice propelera ili kormila ili kroz potisne tunele. 

## Galerija
- Rekonstrukcija ureda pomorskog arhitekta iz 19. stoljeća, Aberdinski pomorski muzej.
- Trup jahte koja je podignuta iz vode radi održavanja.
- Plan broda s tri jarbola iz 1886.
- Pomorska inženjerka na poslu.